# Tigist Gezahagn Menigstu
Tigist Gezahagn Menigstu, nota anche semplicemente come Tigist Gezahagn (12 marzo 2000), è un'atleta paralimpica etiope specializzata nel mezzofondo e classificata T13 in quanto ipovedente.

## Biografia
Nel 2021 prende parte ai Giochi paralimpici di Tokyo conquistando la medaglia d'oro nei 1500 metri piani T13, diventando così la prima medagliata d'oro dell'Etiopia nella storia dei Giochi paralimpici.
Nel 2024 si laurea campionessa del mondo dei 1500 metri piani T13 ai campionati mondiali paralimpici di Kobe, facendo anche registrare il record dei campionati con il tempo di 4'18"90. A distanza di quattro mesi scende in pista ai Giochi paralimpici di Parigi, riconfermandosi campionessa paralimpica dei 1500 metri piani T13.

## Progressione

### 1500 metri piani T13
| Stagione | Tempo   | Luogo | Data      | Rank. Mond. |
| -------- | ------- | ----- | --------- | ----------- |
| 2024     | 4'18"90 | Kōbe  | 18-5-2024 | 1ª          |
| 2021     | 4'23"24 | Tokyo | 28-8-2021 | 1ª          |

## Palmarès
| Anno | Manifestazione                  | Sede   | Evento           | Risultato | Prestazione | Note                          |
| ---- | ------------------------------- | ------ | ---------------- | --------- | ----------- | ----------------------------- |
| 2021 | Giochi paralimpici              | Tokyo  | 1500 m piani T13 | Oro       | 4'23"24     | Miglior prestazione personale |
| 2024 | Campionati mondiali paralimpici | Kōbe   | 1500 m piani T13 | Oro       | 4'18"90     | Record dei campionati         |
| 2024 | Giochi paralimpici              | Parigi | 1500 m piani T13 | Oro       | 4'22"39     |                               |

## Altre competizioni internazionali
2023
- 4ª alla mezza maratona di Istanbul - 1'08"49